# Виолет и Дейзи
«Виолет и Де́йзи» (англ. Violet & Daisy) — фильм режиссёра Джеффри С. Флетчера. Премьера фильма состоялась на 36-м Кинофестивале в Торонто 15 сентября 2011 года. Слоган фильма «Too much sugar can kill you» (рус. «Слишком большое количество сахара может убить вас».)

## Сюжет
Виолет и Дейзи — история о двух юных киллерах, Дейзи (Сирша Ронан) и Виолет (Алексис Бледел), взявшихся за очередное дело, которое, по их мнению, будет быстрым и лёгким, однако встреча с целью нарушает их планы.

## В ролях
- Сирша Ронан — Дейзи
- Алексис Бледел — Виолет
- Джеймс Гандольфини — Майкл
- Дэнни Трехо — Расс
- Мэрианн Жан-Батист — Номер 1-й
- Татьяна Маслани — Эйприл
- Коди Хорн — Барби Сандей